# عبر سحاح (الرجم)

تعديل مصدري - تعديل

عبر سحاح هي إحدى قرى عزلة الجرادي بمديرية الرجم التابعة لمحافظة المحويت، بلغ تعداد سكانها 105 نسمة حسب تعداد اليمن لعام 2004.